# Баджханг (аэропорт)
Аэропорт Баджханг (англ. Bajhang Airport), (ИАТА: BJH, ИКАО: VNBG) — непальский аэропорт, обслуживающий коммерческие авиаперевозки района Баджханг (Сетхи).

## Общие сведения
Аэропорт расположен на высоте 1250 метров над уровнем моря и эксплуатирует одну взлётно-посадочную полосу размерами 640х30 метров с асфальтовым покрытием.